# Elektroniska musikinstrument
Elektroniska musikinstrument är samlingsnamn för de musikinstrument där tonerna skapas med elektriska tongeneratorer, digital (ljudskapande) teknik eller analoga band. Ett urval av elektroniska instrument är synthesizer, Mellotron, sampler och trummaskin. Elektroniska instrument är en underkategori till elektriska instrument.